# Dysaethesia aethiopica
La dysaethesia aethiopica était une prétendue maladie mentale, décrite et inventée par le médecin américain Samuel Cartwright en 1851, pour expliquer le manque d'ardeur au travail des esclaves.
Elle est aujourd'hui considérée comme un exemple de théorie pseudoscientifique et raciste.

## Histoire

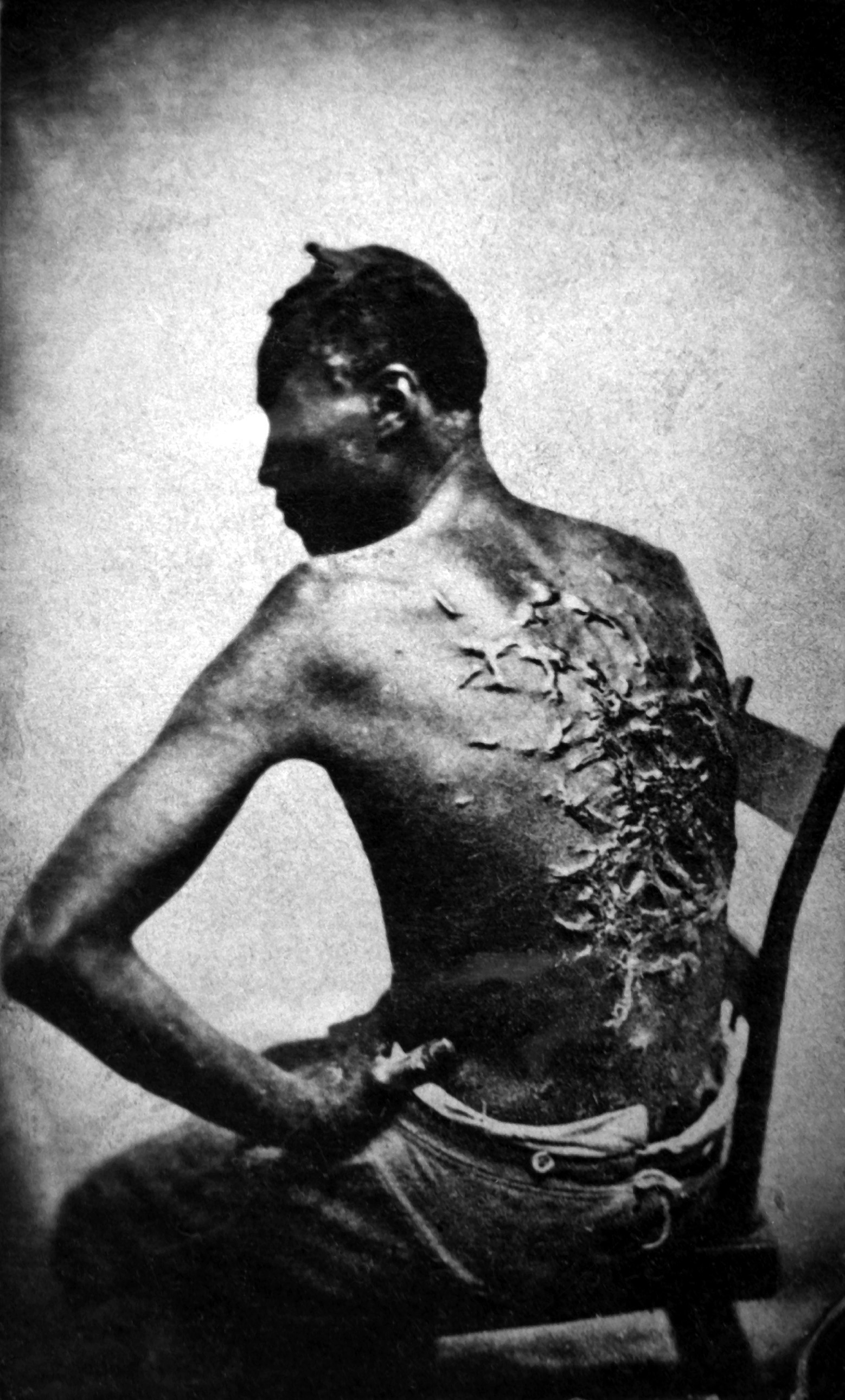
Lésions sur le dos d'un ancien esclave afro-américain du Mississippi

Observée exclusivement chez les afro-américains, la dysaethesia aethiopica était caractérisée par une insensibilité partielle de la peau et "d'une si grande hébétude des facultés intellectuelles, qu'elle ressemblait à une personne à moitié endormie." Parmi les autres symptômes recensés, on peut compter "des lésions du corps découvrables par l'observateur médical, qui sont toujours présentes et suffisantes pour [les] expliquer.",
Cartwright a soutenu que l'existence de la dysaethesia aethiopica était « clairement établie par le témoignage le plus direct et le plus positif », mais d'autres médecins ne l'avaient pas remarqué parce que leur « attention [n'avait] pas été suffisamment dirigée vers les maladies de la race noire ».

Cartwright a estimé que la dysaethesia aethiopica était « facilement guérissable, si elle était traitée selon des principes physiologiques sains. »
L'insensibilité de la peau était un symptôme de la maladie, la peau doit donc être stimulée : le meilleur moyen de stimuler la peau est, tout d'abord, de bien laver le patient à l'eau tiède et au savon. Puis de le badigeonner d'huile, en l'enfonçant avec une large lanière de cuir avant de mettre le patient à un dur labeur au soleil.
L'auteur Vanessa Jackson a noté que les lésions étaient un symptôme de la dysaethesia aethiopica et "le Dr Cartwright, toujours ingénieux, a déterminé que le fouet pouvait… guérir ce trouble. Bien sûr, on se demande si le fouet n'était pas la cause des 'lésions'. qui a confirmé le diagnostic."
Selon Cartwright, après la prescription du « traitement », l'esclave « aura l'air reconnaissant envers l'homme blanc dont le pouvoir obligatoire… a restauré sa sensation et dissipé la brume qui obscurcissait son esprit. »
Selon Cartwright, la dysaethesia aethiopica était « beaucoup plus répandue parmi les nègres libres vivant seuls en grappes que parmi les esclaves de nos plantations, et n'attaque que les esclaves qui vivent comme des nègres libres en ce qui concerne l'alimentation, les boissons, exercice, etc. » - en effet, selon Cartwright, « presque tous [les nègres libres] sont plus ou moins affligés de ne pas avoir de blanc pour les diriger et s'occuper d'eux. » Il a explicitement rejeté l'opinion qui assignait le causes du comportement « problématique » à la situation sociale des esclaves sans autres justifications que « [Les médecins du Nord] attribuent par ignorance les symptômes à l'influence dégradante de l'esclavage sur l'esprit. »